# 埃丽卡·奇普雷萨
埃丽卡·奇普雷萨（義大利語：Erica Cipressa，1996年5月18日—），意大利击剑运动员。她曾代表意大利参加2020年夏季奥林匹克运动会击剑比赛。

## 家庭
父亲安德烈亚·奇普雷萨也是击剑运动员。